# مصطفی بن حلیم
مصطفی بن حلیم (عربی: مصطفى بن حليم؛ زاده ۲۹ ژانویه ۱۹۲۱ – درگذشته ۷ دسامبر ۲۰۲۱) یک سیاستمدار و بازرگان اهل لیبی بود. وی از ۱۲ آوریل ۱۹۵۴ تا ۲۵ مه ۱۹۵۷ نخست‌وزیر لیبی بود.

## زندگی‌نامه
مصطفی بن حلیم در سال ۱۹۲۱ در اسکندریه متولد شد. وی در دوران پادشاهی ملک ادریس سمت های وزیر حمل و نقل، وزیر خارجه و سرانجام نخست وزیری لیبی را عهده‌دار بود.
مصطفی بن حلیم در ۷ دسامبر ۲۰۲۱، در سن ۱۰۰ سالگی در امارات متحده عربی درگذشت. او در زمان مرگ به مدت بیش از ۸ ماه، پیرترین رهبر پیشین جهان و پیرترین نخست‌وزیر پیشین لیبی بود.